# Jakob Schipper

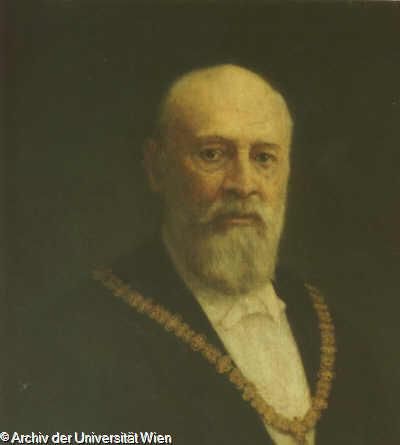
Jakob Schipper mit Rektorenkette, Porträt von Christian Griepenkerl

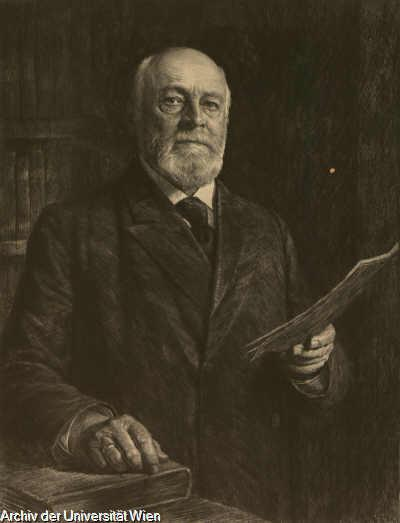
Jakob Schipper, Porträt von Ludwig Michalek

Jakob Markus Schipper (* 19. Juli 1842 in Friedrich-Augustengroden, Amt Tettens, Großherzogtum Oldenburg, heute im Gemeindegebiet von Wangerland; † 20. Januar 1915 in Wien) war ein deutsch-österreichischer Philologe und Anglist.

## Leben
Schipper stammte aus einer bäuerlichen Familie. Er studierte Sprachen an der Universität Bonn, in Paris, Rom und der University of Oxford. Von 1872 bis 1877 hatte er einen Anglistik-Lehrstuhl an der Albertus-Universität Königsberg inne, worauf er 1877 als ordentlicher Universitätsprofessor für englische Philologie an die Universität Wien wechselte. In Wien wurde er auch 1887 wirkliches Mitglied der Österreichischen Akademie der Wissenschaften. 1901/02 war Schipper Rektor der Universität Wien. 1913 wurde Schipper emeritiert.
Er wurde 1863 Mitglied der Burschenschaft Allemannia Heidelberg.

## Schaffen
Schipper beteiligte sich an der Überarbeitung der Anglo-Saxon Dictionary von Joseph Bosworth (1788–1876). Von 1895 bis 1900 gab er die Wiener Beiträge zur englischen Philologie heraus. Bedeutend war sein Werk Englische Metrik (1881–88), das er in späteren Jahren weiter ergänzte durch den Grundriß der englischen Metrik (1895), Zur Kritik der Shakespeare-Bacon-Frage (1889), und Der Bacon-Bacillus (1896). Schipper zeichnet verantwortlich für Editionen der Alexis-Legende (1877–1887) und von Gedichten William Dunbars.

## Auszeichnungen
Schipper wurde Ehrendoktor der Universitäten Oxford, Cambridge, Edinburgh, Aberdeen und St. Andrews.